# Uwe Eric Laufenberg

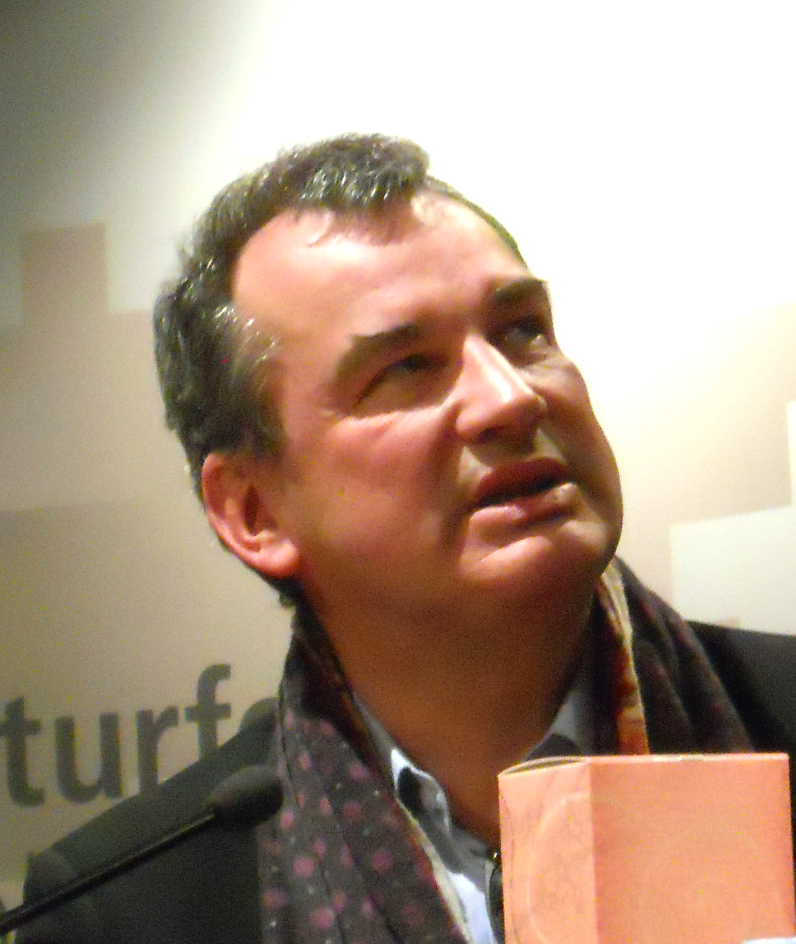
Uwe Eric Laufenberg, 2014 im Frankfurt LAB

Uwe Eric Laufenberg (geboren am 11. Dezember 1960 in Köln) ist ein deutscher Schauspieler, Regisseur und Theaterintendant. Von August 2014 bis 22. Januar 2024 war er Intendant des Hessischen Staatstheaters Wiesbaden.

## Werdegang
Nach dem Abitur studierte Laufenberg von 1981 bis 1984 an der Folkwang Universität der Künste Essen im Fachbereich Schauspiel und lernte sein Handwerk durch Assistenzen und Hospitanzen bei Rudolf Noelte, Dietrich Hilsdorf, Jean-Pierre Ponnelle, Peter Stein und Ruth Berghaus. 1983 debütierte er am Staatstheater Darmstadt, 1985 wechselte er als Schauspieler und Regieassistent ans Schauspiel Frankfurt, ab 1988 folgten dort seine ersten Inszenierungen – Harald Kuhlmanns Pfingstläuten, Rainald Goetz’ Krieg, Ferdinand Bruckners Krankheit der Jugend und Albert Camus’ Die Gerechten an einem Abend, sowie Rückkehr in die Wüste von Bernard Marie Koltès.
1990 wechselte Laufenberg ans Schauspiel Köln, wo er u. a. Merlin oder Das wüste Land, den Besuch der alten Dame sowie Clavigo inszenierte. Von 1993 bis 1997 war er Mitglied der Leitung am Schauspielhaus Zürich und erarbeitete dort unter anderem Die Räuber, Dantons Tod und Hamlet. Danach wirkte er als Oberspielleiter und Regisseur am Maxim-Gorki-Theater in Berlin, dramatisierte dort Alfred Döblins Roman Berlin Alexanderplatz und inszenierte u. a. Die Ratten, Lulu und Platonov. In den Jahren 2000 bis 2004 arbeitete Laufenberg als freier Regisseur und Schauspieler u. a. in Berlin, Brüssel, Genf und München.
Seit 1992 inszeniert Laufenberg auch Musiktheater an internationalen Häusern, beispielsweise Ariadne auf Naxos am Theatre de la Monnaie in Brüssel, Der Rosenkavalier und Lady Macbeth von Mzensk an der Semperoper Dresden, Die verkaufte Braut an der Volksoper Wien oder Tosca am Grand Théâtre de Genève. Im Sommer 2008 war seine Inszenierung von Ernst Kreneks Karl V. bei den Bregenzer Festspielen zu sehen, im Herbst 2010 sein Don Giovanni an der Nationaloper in Peking.

## Intendant in Potsdam
Von 2004 bis 2009 war Laufenberg Intendant des Hans Otto Theaters in Potsdam. Dieses war während des Neubaus nach Plänen von Gottfried Böhm zwei Jahre lang ohne festes Domizil. Laufenberg erfand das Konzept Potsdam unterwegs, inszenierte Frau Jenny Treibel nach Fontanes Roman und bespielte mit seinem Ensemble in dieser Zeit die verschiedensten Orte in der Stadt, darunter die Französische Kirche, die Orangerie von Schloss Sanssouci und das Palais Lichtenau. Das neue Haus eröffnete er am 22. September 2006 mit seiner Inszenierung der Uraufführung von Thorsten Beckers Katte. In Potsdam war er auch schauspielerisch und sängerisch tätig, unter anderem in Veronika beschließt zu sterben nach Paulo Coelho und an der Seite von Dagmar Manzel in der Operette Die Fledermaus, inszeniert von Adriana Altaras.

## Intendant der Kölner Oper
Ab der Spielzeit 2009/2010 war Laufenberg Intendant der Kölner Oper. Hier inszenierte er Die Meistersinger von Nürnberg, die Ariadne auf Naxos, sowie einen kleinen Mozart-Zyklus (Don Giovanni, Die Entführung aus dem Serail und La clemenza di Tito). Die Leistungen seiner Intendanz wurden im Herbst 2012 von der Fachzeitschrift Opernwelt und ihrer jährlichen Umfrage unter 50 internationalen Opernkritikern mit der Auszeichnung Opernhaus des Jahres gewürdigt. Es war das erste und bislang einzige Mal, dass diese Würdigung der Kölner Oper zuerkannt wurde.
„Die Oper Köln meisterte“, hieß es in der Begründung eines Kritikers, „gleich mehrere Spagate zu zahlreichen Ausweichspielstätten mit Bravour und servierte einen ambitionierten Spielplan mit Erfolg – leider wurde für den Intendanten Uwe Eric Laufenberg im unglücklichen Taktieren mit der tumben Kölner Kulturpolitik eine Blutgrätsche daraus.“ Denn zum Zeitpunkt der Auszeichnung war seine Intendanz bereits beendet – nach einer harten kulturpolitischen Auseinandersetzung um Sanierung oder Abriss und Neubau von Schauspiel- und Opernhaus, sowie heftiger Kämpfe um den Etat der Kölner Oper, die Laufenberg schließlich zur Bitte um Auflösung seines bis 2016 laufenden Vertrages bewegte. Nach öffentlichem Hick-Hack, fristloser Kündigung und Rechtsstreit kam es schließlich zur einvernehmlichen Kündigung des Vertragsverhältnisses per 31. August 2012. In der Kritikerumfrage der Zeitschrift Opernwelt wurden die Kölner Ereignisse auch als Ärgernis des Jahres gewählt.
Die von Laufenberg für 2012/2013 geplanten Produktionen von Le nozze di Figaro, Così fan tutte und Parsifal wurden von seiner Nachfolgerin allesamt umgesetzt, allerdings ohne Laufenberg als Regisseur. Im August 2013 erschien in einem Potsdamer Verlag seine literarische Aufarbeitung der Kölner Erfahrungen in Romanform. Palermo beschreibt die kulturpolitischen Possen und Querelen rund um ein Opernhaus, transponiert nach Sizilien. Von 2013 bis 2015 erarbeitete Laufenberg Wagners gesamten Ring des Nibelungen im neuen Musiktheater Linz, eine Tetralogie der Intrigen und Machtkämpfe. Es dirigierte Dennis Russell Davies.

## Intendant des Hessischen Staatstheaters Wiesbaden
Bereits vor seinem Antritt als Intendant des Hessischen Staatstheaters Wiesbaden im August 2014 war Laufenberg mit heftiger Kritik konfrontiert, weil er ankündigte, teilweise dreißig Jahre alte Produktionen – wie Hänsel und Gretel, La traviata und La Bohème – durch neue Inszenierungen ersetzen zu wollen. Als Eröffnungspremiere seiner Intendanz wählte Laufenberg Die Frau ohne Schatten von Hugo von Hofmannsthal und Richard Strauss. Seine Inszenierung kam sowohl beim Publikum, als auch bei der Kritik sehr gut an. Im Oktober 2014 hatte schließlich am Staatstheater Darmstadt das neu gegründete Hessische Staatsballett seine erste Premiere, gegründet und geleitet von den beiden Staatstheatern in Darmstadt und Wiesbaden, wiederum erfolgreich. Die Premiere der – aus Augsburg übernommenen – La Bohème erreichte gemischte Kritiken, insgesamt aber „herzliche bis begeisterte Zustimmung“. Laufenberg führte auch sogleich die verschiedenen Kinder- und Jugendtheatersparten seines Hauses im neuen Projekt „JUST“ (Junges Staatstheater) unter der Leitung seines Schwagers Carsten Kochan – dieser ist der Ehemann von Katharina Götz, welche am Staatstheater Wiesbaden verantwortlich ist für das Casting und die künstlerische Produktionsleitung und die Schwester von Laufenbergs Ehefrau, der Journalistin Eva-Maria Götz-Laufenberg, ist.

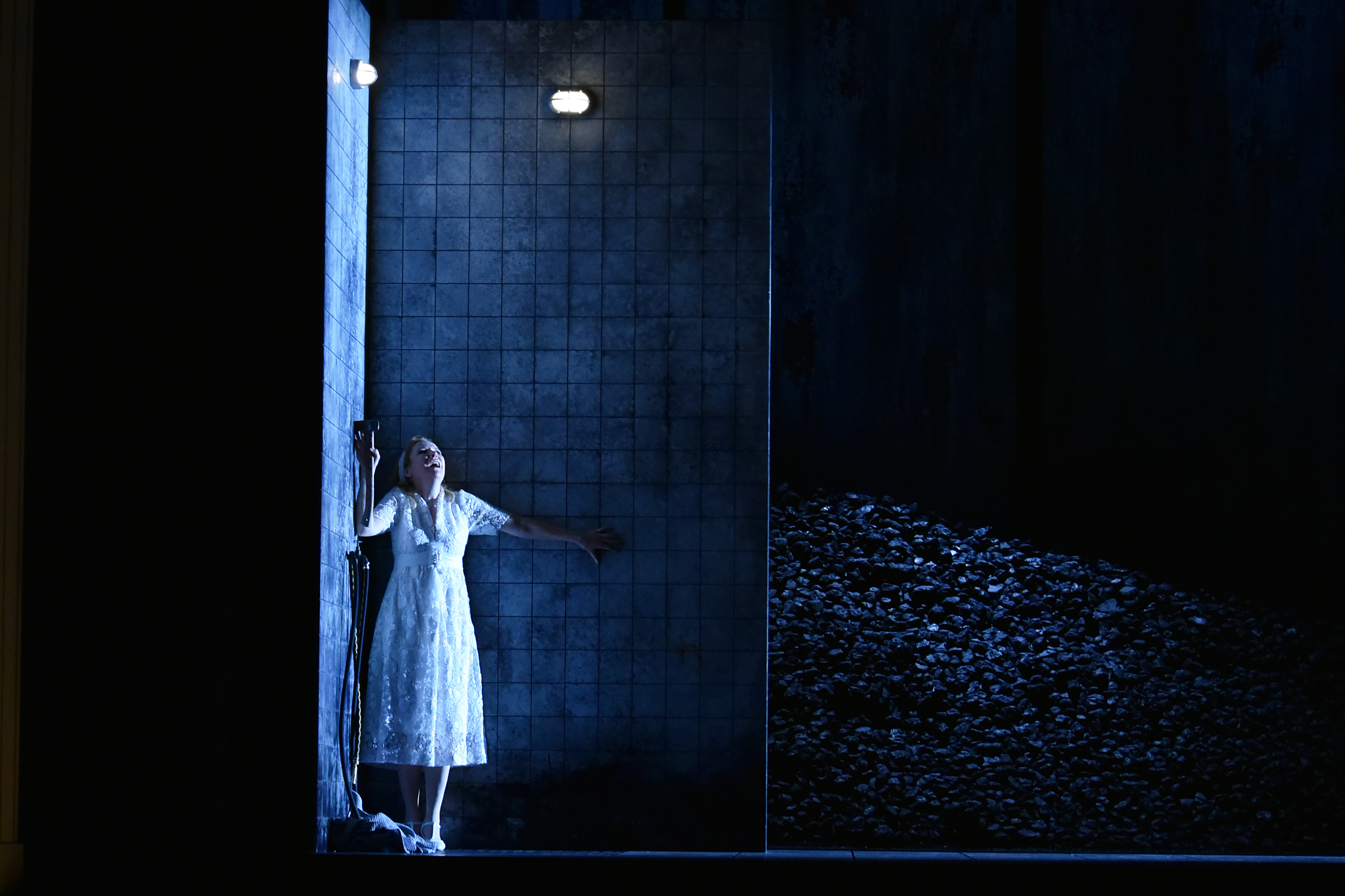
Elektra, Regie: Uwe Eric Laufenberg, Bühne: Rolf Glittenberg, Kostüm: Marianne Glittenberg, Staatsoper Wien 2015

Im März 2015 inszenierte Laufenberg die Neuproduktion der Elektra von Hofmannsthal und Strauss an der Wiener Staatsoper. Bühne und Kostüme wurden von Rolf und Marianne Glittenberg gestaltet, es dirigierte Mikko Franck. Die zentralen Partien sangen Anna Larsson (Klytämnestra), Nina Stemme (Elektra), Ricarda Merbeth (Chrysothemis), Falk Struckmann (Orest) und Norbert Ernst (Aegisth). Bereits im November 2014 war der Regisseur von den Bayreuther Festspielen eingeladen worden, die Inszenierung des Parsifal für 2016 zu übernehmen – nachdem das Konzept des ursprünglich vorgesehenen Jonathan Meese als unfinanzierbar eingestuft und der umstrittene Künstler wieder ausgeladen worden war. Gisbert Jäkel zeichnete für das Bühnenbild, Jessica Karge für die Kostüme. Das Dirigat übernahm kurzfristig Hartmut Haenchen. Den Parsifal sang Klaus Florian Vogt, den Gurnemanz Georg Zeppenfeld, den Klingsor Gerd Grochowski. Die Kundry übernahm Elena Pankratova. Die Inszenierung wurde als „Fantasie über das Christentum in Zeiten der Bedrängnis“ gedeutet.
Im Mittelpunkt der Spielzeit 2016–2017 am Hessischen Staatstheater Wiesbaden stand Wagners Ring des Nibelungen in einer Überarbeitung der Linzer Fassung, nunmehr mit Alexander Joel am Pult. Die zentralen Partien übernahmen Gerd Grochowski (Wotan) und Margarete Joswig (Fricka), Andreas Schager (Siegfried) und Catherine Foster (Brünnhilde).

### Solo-Diskurse
Laufenberg veröffentlichte im Kontext der COVID-19-Pandemie in Deutschland zwischen dem 24. und 27. April 2020 auf dem Youtube-Kanal Staatstheater Wiesbaden sieben Solo-Diskurse, heftige Reaktionen des Intendanten auf den Ausfall von Premieren und Repertoirevorstellungen am Hessischen Staatstheater, aber auch auf die Absage der Internationalen Maifestspiele in Wiesbaden. Parallel zu seinen Kollegen Nikolaus Bachler und Frank Castorf beklagte er die Leere seiner Bühnen und der Zuschauerräume und klagte an: „Aber ... wenn Kunst ehrlich sein will, kann sie diese Grenzen nicht meiden.“ Er kritisierte zuerst die chinesische Regierung wegen Vertuschung, Zahlenverfälschung und Inhaftierung von Regimekritikern, am Beispiel des verschwundenen Ren Zhiqiang. Er kritisierte die europäischen Regierungen wegen der unreflektierten Übernahme der chinesischen Freiheitsbeschränkungen. Und er thematisierte das Problem vieler armer Länder Asiens und Afrikas, wo soziale Distanzierung zum Sterben am Hunger führen wird. „Die Freiheit des Lebens ist eine unbedingte Freiheit. [...] Und wir gehen jetzt als westliche Gemeinschaft zusammen in die Knie ....“ Und er kritisierte das Sterben an den Außengrenzen der Europäischen Gemeinschaft.
Im 7. Diskurs (Das darf uns nie wieder passieren) zitierte Laufenberg das Grundgesetz für die Bundesrepublik Deutschland, darunter den Abschnitt über die Versammlungsfreiheit. Er stellte die Frage: „Dürfen wir das zulassen, dürfen wir zulassen, daß in unserem Leben, in der Gesellschaft, für die wir leben und atmen, daß diese Grundgesetze einfach weggefegt, außer Kraft gesetzt werden?“ Und beantwortet die Frage sogleich selbst: „Nein, nein ... und nochmals nein. [...] Wir sind eine Menschheit, wir sind eine Natur, wir sind eine Erde. [...] Wir gehören zusammen.“ Laufenberg sprach auch über den „sozialen Tod“.
Michael Kaminski verortete die Diskurse zwischen Marquis Posa und Bruscon. In mehreren Medien wurde er kritisiert, da seine Ausführungen "verschwörungstheoretische Elemente aufweisen" (FAZ). Zudem wurde er zu einem Gespräch ins zuständige Ministerium einbestellt, da er einen Journalisten innerhalb seiner Beiträge als "Parasiten" bezeichnete, weil dieser die Formulierung "Kunst ist so wichtig wie Klopapier" verwendete. Der Inspizient des Hessischen Landestheaters und Vorsitzende des Personalrats, Frank Hietzschold, stellte eine Gegenrede zu Laufenberg ins Internet, in der er über Anarchie und Diktatur, über Macht und Verantwortung sprach.

### Wiederöffnung der Wiesbadener Theater
Bereits während des Shutdown aufgrund der COVID-19-Pandemie in Deutschland begann Laufenberg mit der Planung für die Zeit danach. Es gelang ihm – unter strikter Einhaltung aller behördlichen Vorschriften – als erstes Theater Europas den Vorhang wieder heben zu lassen. Am 19. Mai 2020 gab es den programmatischen Liederabend Mein Geist dürstet nach Taten, mein Atem nach Freiheit (Schiller) mit Günther Groissböck (Bass), Alexandra Goloubitskaia (Klavier) und Uwe Eric Laufenberg (Rezitation). Zu hören waren Lieder von Schubert und Mahler, Texte von Schiller und Brecht. Es gab standing ovations ebenso wie für die folgenden Querschnittsabende, zuerst Der fliegende Holländer und Arabella mit Gabriela Scherer und Michael Volle, dann Tristan und Isolde mit Andreas Schager und Catherine Foster in den Titelpartien, mit Margarete Joswig (Brangäne), René Pape (Marke), Thomas de Vries (Kurwenal) und Aaron Cawley (Melot), am Klavier wiederum Alexandra Goloubitskaia. Die Reihe der Querschnitte wurde mit Carmen abgeschlossen, mit Annalisa Stroppa in der Titelpartie, die ausnahmsweise – wegen der Abstandsregel – nicht von Don José ermordet werden konnte. Die Auftritte erfolgten unter Einhaltung der Abstandsregel, auch das Publikum – zugelassen waren nur 200 Besucher – war über den gesamten Zuschauerraum verteilt. Das Ende der europäischen Kulturquarantäne führte zu erheblicher Berichterstattung der Medien in ganz Europa, auch die New York Times berichtete.
Anfang Juni 2020 kam es zur dreifachen Beckett-Premiere im Großen Haus: Glückliche Tage, Warten auf Godot und Endspiel, inszeniert von Laufenberg selbst. Ein Erfolg beim Publikum, die Presse reagierte jedoch sehr unterschiedlich.  Während die FAZ resümierte: „An Absurdität nicht zu übertreffen ....“, schrieb Till Brigleb in der SZ: "ist als Therapie gegen Schlafvirus keinesfalls zu empfehlen."

„Fügen wir uns - wie Wladimir und Estragon - der gesellschaftlichen Lähmung oder bezwingen wir das Fatum namens Corona? Wie sehr jedenfalls Becketts Stücke und deren Wiesbadener Umsetzungen auch den Stillstand zeigen, die Tatsache, dass die Beckett-Trilogie unter den Vorzeichen dieser Tage auf die Bühne gelangt, enthält revoltive Kraft.“

Am 8. Juni 2020 eröffnete das Trio Groissböck, Goloubitskaia und Laufenberg mit dem Wiesbadener Programm auch die Konzertreihe der Wiener Staatsoper nach dem COVID-19-bedingten Shutdown.

### Keine Vertragsverlängerung
Am 19. September 2021 veröffentlichte Uwe Eric Laufenberg eine Erklärung, in der er eine Verlängerung seiner Intendanz über die Spielzeit 2023/24 hinaus ausschloss. Er begründete diesen Schritt mit den Umstand, dass die Staatsministerin Angela Dorn vorsätzlich den vertraglich festgeschriebenen Zeitpunkt zur Verhandlung einer Vertragsverlängerung versäumt habe. Diese entschuldigte sich für das Versäumnis und begründete die Verzögerung damit, dass weitere „wichtige Angelegenheiten des Staatstheaters“ zur Sprache kommen sollten. Mit Wirkung vom 22. Januar 2024 verließ Uwe Eric Laufenberg das Staatstheater Wiesbaden vorzeitig. Der erst kurz amtierende Kunstminister Timon Gremmels habe zusammen mit Laufenberg beschlossen, die gemeinsame Arbeit nach fast zehn Jahren zu beenden, hieß es in der offiziellen Erklärung. Laufenberg werde ab diesem Datum in Wiesbaden ebenfalls nicht mehr inszenieren und nicht mehr als Darsteller auftreten. „Dass ich Wiesbaden überlebt habe, wundert mich!“ verkündete Laufenberg im Vorwort zu seiner letzten Spielzeit am hessischen Staatstheater.

## Privates
Laufenberg ist mit der Journalistin Eva-Maria Götz-Laufenberg verheiratet und lebt mit ihr im Wiesbadener Stadtteil Biebrich. Die gemeinsame Tochter, Laura Laufenberg, geboren 1995 in Köln, absolvierte das Max Reinhardt Seminar in Wien und ist derzeit als Schauspielerin am Landestheater Niederösterreich engagiert.
Die Schwester des Regisseurs, Iris Laufenberg, war von 2015 bis 2023 Intendantin des Schauspielhauses Graz.
Sie hat zur Saison 2023/24 die Intendanz des Deutschen Theaters Berlin übernommen.